# L'agente federale Lemmy Caution
L'agente federale Lemmy Caution (À toi de faire... mignonne) è un film del 1963 diretto da Bernard Borderie.